# Lizzanello
Lizzanello là một đô thị và thị xã của Ý. Đô thị này thuộc tỉnh Lecce trong vùng Apulia. Lizzanello có diện tích 25,01 km2, dân số theo ước tính năm 2005 của Viện thống kê quốc gia Ý là 11390 người. 
Các đơn vị dân cư: Merine.
Đô thị Lizzanello giáp với các đô thị: Caprarica di Lecce, Castri di Lecce, Cavallino, Lecce, Vernole.